# 黄巨川
黄巨川（?—?），南宋政治人物。余姚（今属浙江省慈溪市）人。

## 生平
行贞十一，余姚彭桥（今属慈溪市）人。南宋绍兴五年（1135年）乡试，考中明经科举人。元丰年间，登进士第。历任应天府通判，升迁御营使侍郎，终官吏部侍郎。

## 逸事
秦桧当权时，岳飞被害致死，黄巨川叹息道：“天下事可知，吾其左衽矣！”于是巡视海滨，登上悬泥山（今名胜山），并隐居结庐山中不出仕，“由请为业”，是谓“是真可避世”。黄巨川曾作《招隐篇》赠给他的弟弟。黄巨川逝世后，葬在梅川张岙山，后人在黄隐居的悬泥山中立庙纪念他并年年祭祀。黄的夫人虞氏，也被当地人尊称作“圣母”。